# Валдхуфендорф
Валдхуфендорф — это форма сельского поселения, основанного в областях вырубки леса с фермами, расположенными по краям дорог, как бусы на цепочке. Типична для лесов центральной Германии как тип райендорфа, в котором в каждой усадьбе имеется два широких куска земли, прилегающих к дому.

## История
Этот тип поселения появился в X в. нашей эры в до того времени не заселённом северном Шварцвальде в Германии.
К XII—XIII веку Валдхуфендорф также стал наиболее распространённым типом деревни среди немецких поселенцев в Тюрингии, Саксонии и Силезии. Так как земля деревни была ограждена живой изгородью («Hecke» или «hag»), этот тип также был известн как хагенхуфендорф.